# Snap-on
La Snap-on è un'azienda statunitense di utensileria meccanica. Fu fondata nel 1920 presso Kenosha, Wisconsin (USA) come prosieguo della Snap-on Wrench Company originariamente costituita da Joe Johnson, inventore della chiave a bussole intercambiabili, e dal suo collega William Seidemann, entrambi impiegati presso un'utensileria manifatturiera di Milwaukee, Wisconsin (USA). Oggi la compagnia fa parte del gruppo S&P 500, impiega circa 11.500 dipendenti e fattura oltre 3,4 miliardi di dollari americani.

## Storia
Inventore della chiave a bussole intercambiabili, Joseph Johnson e il suo collega William Seidemann costituirono la Snap-on Wrench Company nel 1920. La compagnia produceva e distribuiva dieci bussole che potevano montarsi su cinque diversi modelli d'impugnatura. Il concetto è alla base della moderna chiave per bussole e portò una ventata innovativa nel mondo dell'utensileria meccanica.

Per distribuire i loro prodotti Johnson e Seidemann presero accordi con Stanton Palmer che presentava direttamente ai clienti i nuovi utensili mostrandone i vantaggi. Egli fu fra gli artefici del successo che la compagnia ebbe da lì a poco e per proseguire la sua redditizia strategia di lavoro assunse in qualità di aiutante Newton Tarble. Questi quattro personaggi, Joseph Johnson, William Seidemann, Stanton Palmer e Newton Tarble, fondarono la Snap-On Inc. che nel 1931 entrò nel mercato internazionale e già dal 1930 offriva ai clienti la possibilità di acquistare a credito, prima azienda statunitense a lanciare quest'iniziativa commerciale oggi assai diffusa. Nel 1950 l'azienda iniziò a spingere l'idea di distribuire i prodotti al dettaglio grazie all'impiego di furgoni.

Oggi la Snap-on produce una grande varietà di utensili meccanici per il settore automobilistico e dei veicoli pesanti. Tra i siti produttivi europei da segnalare lo stabilimento italiano di Correggio inserito nel business dell'Equipment e che progetta, produce e commercializza  smontagomme, equilibratrici, assetti ruote, testing.

## La missione
"The most valued productivity solutions in the world"